# 모베인

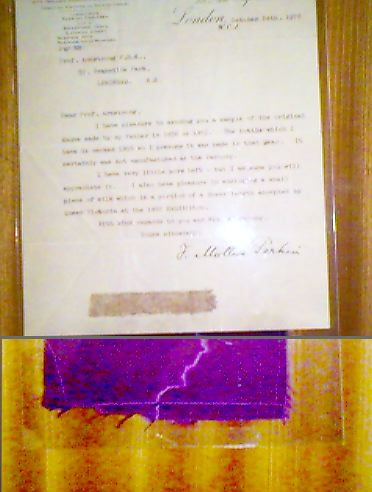
모베인 염료를 사용한 샘플이 포함된 퍼킨의 아들로부터 온 편지

모베인(Mauveine), 아닐린 퍼플(aniline purple), 퍼킨 모브(Perkin's mauve)는 최초의 합성 염료 중 하나였다. 이는 1856년 윌리엄 헨리 퍼킨이 말라리아 치료를 위해 식물화학물질인 퀴닌을 합성하려고 시도하던 중 우연히 발견되었다. 또한 대량 생산된 최초의 화학 염료 중 하나이다.